# Wireless Broadband Alliance
La Wireless Broadband Alliance, in sigla WBA (traducibile in italiano come: Alleanza della Banda larga senza fili) è un'associazione di imprese nata per promuovere l'interoperabilità tra operatori del settore dell'industria del Wi-Fi e che ha come scopo di fornire una esperienza utente eccellente. Per raggiungere questo obiettivo, la WBA prmuove iniziative di interoperabilità tra cui il "Next Generation Hotspot" (NGH) il roaming Wi-Fi e il programma di conformità all'interoperabilità,
La WBA organizza il Congresso Globale sul Wi-Fi (Wi-Fi Global Congress) and hosts webinars to share best practice and advance knowledge.

## Membri
- AT&T,
- BT,
- Orange,
- NTT DoCoMo,
- China Mobile,
- Cisco,
- LG,
- Intel,
- Ericsson,
- CableLabs,
- MediaTek,
- Mosaik Solutions,
- NEC BIGLOBE,
- Qualcomm,
- Sharedband,
- Smith Micro,
- Spice Digital,
- Telkom Indonesia,
- The Cloud[4]
- Telecom New Zealand.[2]

### Collaborazioni
LA WBA lavora insieme alla Wi-Fi Alliance per promuovere un più facile roaming tra gli hotspot wireless.
La WBA ha delle partnership con le seguenti organizzazioni:
- GSMA
- CableLabs